# فرولتو دلا کیزا
فرولتو دلا کیزا (به ایتالیایی: Feroleto della Chiesa) یک کومونه در ایتالیا است که در استان رجو کالابریا واقع شده‌است.
 فرولتو دلا کیزا ۷٫۶ کیلومتر مربع مساحت و ۱٬۸۴۹ نفر جمعیت دارد.